# На смерть Жукова

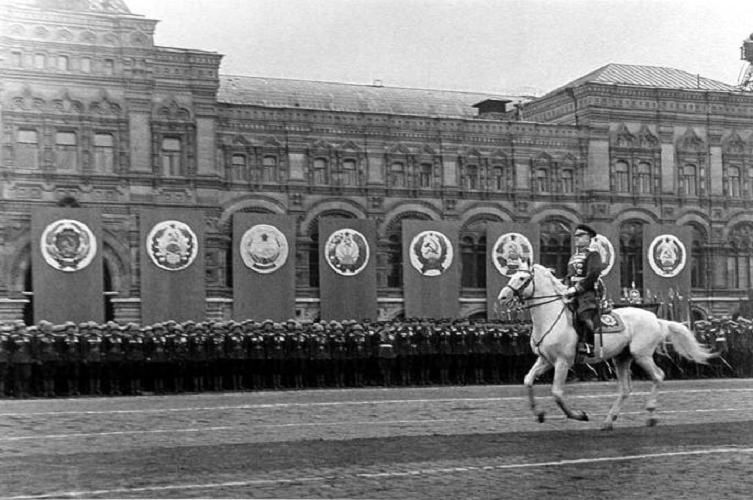
Маршал Жуков во время Парада Победы в 1945 году

«На смерть Жукова» — стихотворение поэта Иосифа Бродского, написанное в 1974 году как реакция на смерть маршала Жукова. Открывало первый номер журнала «Континент» (1974).
Существует три основных варианта прочтения стихотворения — патриотический («прожуковский»), антисоветский («антижуковский») и компромиссный (умеренно патриотический, с амбивалентным отношением к Жукову), в котором отдаётся дань российскому патриотизму и одновременно дезавуируется российский тоталитаризм.
Текст, на который стихотворение Бродского опирается, — «Снигирь» (1800) Гавриила Романовича Державина.